# 金沢ユースホステル
金沢ユースホステル（かなざわユースホステル）は、かつて存在した日本ユースホステル協会に加盟していた石川県金沢市のユースホステル。卯辰山公園内にあった。
2015年1月31日、老朽化に伴う耐震不足のため閉館。2015年7月より解体予定。

## 設備
- 個人や小グループに適している
- 団体の利用に適している
- グループで一室利用可
- ゲストルームあり
- 駐車場あり
- 会議室あり
- 洗濯機あり
- 乾燥機あり
- 荷物預かりあり
- 英語による予約可
- クレジットカード可
- 周辺に温泉あり
- レンタサイクルあり

## アクセス
- 北陸本線金沢駅東口3番からNo.90バス天神橋経由卯辰山行25分YH前下車 徒歩1分

## 周辺情報
- 金沢城
- 兼六園